# モンリク・エチゲ
モンリク・エチゲ（モンゴル語: Mönglik Ečige、中国語: 蒙力克、生没年不詳）は、13世紀初頭にチンギス・カンに仕えたコンゴタン氏族長で、千人隊長の一人。漢文史料では明里也赤哥（『元史』）/蔑力也赤哥（『聖武親征録』）/蒙力克額赤格（『元朝秘史』）、『集史』などのペルシア語史料ではمنکلیک یجیکه(Munklīk Ījīka)と記される。日本語文献ではムンリクとも表記される。

## 概要

### 来歴
モンリク・エチゲはコンゴタン氏の首長チャラカ・エブゲンの息子として生まれた。コンゴタン氏はテムジン（後のチンギス・カン）を輩出したキヤト氏に仕える「譜代の隷臣」で、尚且つ巫者（シャーマン）としての伝統を持つ特殊な家柄であり、チャラカ・エブゲンとモンリク・エチゲの父子もまたテムジンの家老的存在として尊重されていた。実際に、モンリク・エチゲはテムジンの父のイェスゲイ・バートルのことを「イェスゲイ兄（アカ）」と呼び、テムジンはモンリクを「エチゲ（父）」、チャラカを「エブゲン（祖父）」と呼ぶなどテムジンとモンリク・エチゲは親しい関係にあった。
イェスゲイ・バートルが宿敵のタタル部の謀略によって毒を盛られた時、イェスゲイ・バートルの近くに居たモンリク・エチゲはイェスゲイの遺族の面倒を見ること、妻（ボルテ）を娶るためにコンギラト部に滞在していたテムジンを連れ戻すことを頼まれ、イェスゲイの死を看取った。
イェスゲイとの約束通りモンリク・エチゲはテムジンを連れてキヤト氏の遊牧地に戻ったものの、イェスゲイという有力な指導者を失ったキヤト氏を多くの者は見限り、タイチウト氏を中心としてテムジンの一家を見捨てて移住しようとした。タイチウト氏がキヤト氏を見限るだけでなくその部民を奪おうとさえするのを見て、チャラカ・エブゲンはこれを押しとどめようとしたが、タイチウト人のトドエン・ギルテによって後ろから槍で刺されてしまった。重傷のチャラカ・エブゲンを見舞ったテムジンは事の次第を聞いて、泣きながら立ち去ったという。

### チンギス・カンへの再帰参
この後、モンリク・エチゲもまた一時テムジンの下を離れてジャムカの勢力に身を寄せていたが、「十三翼の戦い」の後に七人の息子を引き連れて再びテムジンの陣営に帰参した。同時期にウルウト部のジュルチェデイやマングト部のクイルダル・セチェンもテムジンの傘下に入っており、喜んだテムジンは酒宴を開いている。
『元史』や『集史』が一致して伝えるモンリク・エチゲの功績に、ケレイト部によるテムジン謀殺の計略を未然に防いだ一件がある。テムジンはケレイト部のオン・カンと同盟関係にあった頃、「交換婚」によってオン・カン家と姻戚関係を結ぼうとしたが、テムジンを見下すオン・カンの子のセングンの反対によって中止になったことがあった。後にケレイトとモンゴルの対立が深まってくると、セングンは立ち消えとなった婚姻話をもう一度持ち出し、テムジンをおびき寄せて謀殺する計画を立てた。
ケレイト部の下に旅立とうとするテムジンは一度モンリク・エチゲの家に泊まったが、モンリク・エチゲは態度を豹変させたセングンの事を怪しみ、理由をつけて辞退するよう忠告した。この後バダイ、キシリクの密告によってケレイト部の謀略が明らかになり、テムジンは謀殺されることなくケレイトとの戦いに臨むことが出来た。

### モンゴル帝国建国後
以上の功績や、父祖の代からの忠勤によってモンリク・エチゲは1206年のモンゴル帝国建国に際して功臣（千人隊長）の第一位に列せられ、3人の息子（トルン・チェルビ、スイケトゥ・チェルビ、ダイル）も千人隊長に任ぜられた。しかし、この後モンリク・エチゲの息子たち（特に長男のココチュ）は増長するようになり、チンギス・カンの一族に屡々無礼をはたらくようになった。末弟のテムゲ・オッチギンがココチュらに侮辱されるに至ってチンギス・カンもモンリク・エチゲの一族の増長を見過ごせなくなり、テムゲ・オッチギンがチンギス・カンの下に参上したココチュを殺すのを黙認した。
ココチュが殺された後、チンギス・カンはモンリク・エチゲが息子たちの教育を誤ったことを叱責したものの、「度を超えたる性を引き締めておりさえすれば、父のモンリクの子孫と何人がひとしなみであり得ようぞ」と語り、モンリク・エチゲの高い地位を奪うようなことはしなかった。これ以後モンリク・エチゲは史料に現れなくなるが、没年は不詳である。

## コンゴタン氏モンリク家
- モンリク・エチゲ（Mönglik Ečige ＞蒙力克額赤格/ménglìkè échìgé,منکلیک یجیکه/Munklīk Ījīka）
  - ココチュ＝テブ・テングリ（Kököčü ＞闊闊出/kuòkuòchū,کوکجو/Kūkajū）
    - キプチャク（Qibčaq ＞قبچاق/Qibchāq）

  - トルン・チェルビ（Tulun Čerbi ＞脱欒扯児必/tuōluán chĕérbì,تولون چربی/Tūlūn Cherbī）
    - バイバク（Baibaq ＞伯八/bǎibā）
      - バラク（Baraq ＞八剌/bālà）
        - アドゥーチ（Adūči ＞何都兀赤/hédōuwùchì）

      - ブラルキ（Buralqi ＞不蘭奚/bùlánxī）

  - スイケトゥ・チェルビ（Süyiketü Čerbi ＞速亦客禿扯児必/sùyìkètū chĕérbì,سوکتو چربی/Sūkātū Cherbī）
  - スト・ノヤン（Sutu noyan ＞سوتو نویان/Sūtū Nūyān）
  - ダイル・バートル（Dayir ＞荅亦児/tàyìér,دایر/Dāīr）
    - ハラカト・ノヤン（Halaqato noyan ＞هلقتو نویان/Halaqatū Nūyān）